# شركة تكنولوجيا

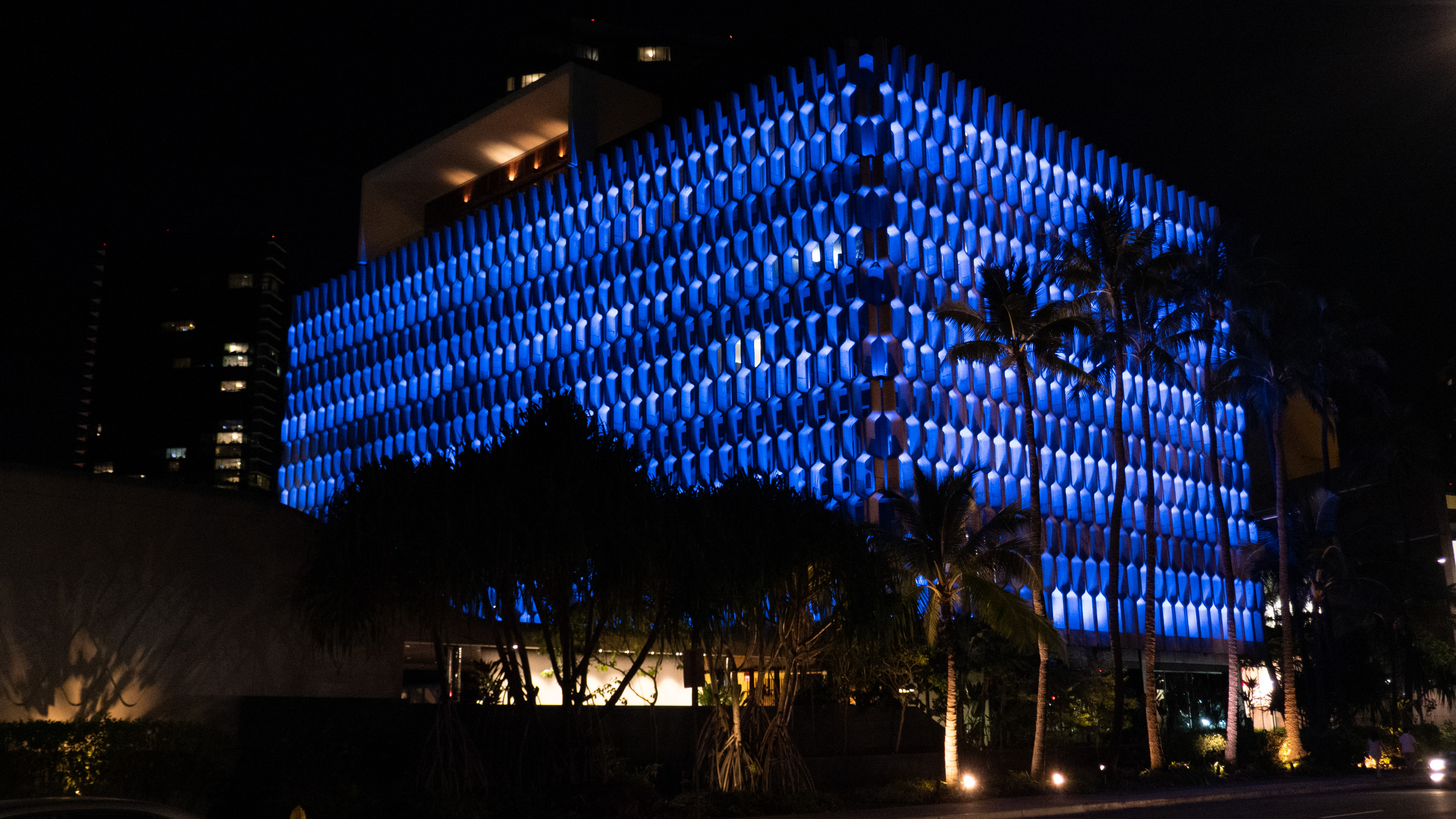
مبنى آي بي إم، هونولولو، هاواي.

شركة التكنولوجيا هي شركة تركز بشكل أساسي على تصنيع ودعم وبحث وتطوير المنتجات والخدمات المعتمدة على التكنولوجيا بشكل مكثف - والتي تشمل الأعمال المتعلقة بالإلكترونيات الرقمية والبرمجيات والبصريات والطاقة الجديدة والخدمات المتعلقة بالإنترنت مثل خدمات التخزين السحابي والتجارة الإلكترونية.

## تفاصيل
وفقًا لمجلة فورتشن، اعتبارًا من عام 2020، أكبر عشر شركات تكنولوجيا من حيث الإيرادات هي: أبل، وسامسونج، وفوكسكون، وألفابيت، ومايكروسوفت، وهواوي، وديل تيكنولوجيز، وهيتاشي، وآي بي إم، وسوني. تتمتع أمازون بإيرادات أعلى من أبل، ولكنها مصنفة من قبل مجلة فورتشن ضمن قطاع التجزئة.

## راجع أيضًا
- قائمة أكبر شركات التقنية العالمية
- الخمسة الكبار
- شركة دوت كوم Dot-com company